# كيت تايلور
كيت تايلور (بالإنجليزية: Kate Taylor)‏ هي مغنية وكاتبة غنائية أمريكية، ولدت في 15 أغسطس 1949.

## وصلات خارجية
- كيت تايلور على موقع ميوزك برينز (الإنجليزية)
- كيت تايلور على موقع أول ميوزيك (الإنجليزية)
- كيت تايلور على موقع ديسكوغز (الإنجليزية)